# Hà Thị Nga
Hà Thị Nga (sinh năm 1969) là một chính khách Việt Nam. Bà hiện là Ủy viên Ban Chấp hành Trung ương Đảng Cộng sản Việt Nam khóa XIII, Phó Chủ tịch Ủy ban Trung ương Mặt trận Tổ quốc Việt Nam, trưởng đoàn Đại biểu Quốc hội khóa XV tỉnh Tuyên Quang.
Bà nguyên là Bí thư Đảng đoàn Trung ương Hội Liên hiệp Phụ nữ Việt Nam, Chủ tịch Hội Liên hiệp Phụ nữ Việt Nam, Phó Bí thư thường trực Tỉnh ủy Lào Cai, Bí thư Tỉnh ủy Tuyên Quang.

## Lý lịch và học vấn
Hà Thị Nga sinh ngày 20 tháng 2 năm 1969, quê quán: Xã Bao La, huyện Mai Châu, tỉnh Hòa Bình.
Dân tộc Thái. Kết nạp Đảng Cộng sản Việt Nam ngày 16 tháng 3 năm 1995. Ngày chính thức 16 tháng 3 năm 1996.
Trình độ học vấn: Cử nhân sư phạm
- Giáo dục phổ thông: 10/10
- Chuyên môn: Cử nhân sư phạm
- Lý luận chính trị: Cử nhân

## Sự nghiệp

### Tỉnh ủy Lào Cai
Từ tháng 1/1992 - 5/1995: Cán bộ Tỉnh đoàn Hòa Bình, giữ các chức vụ: Ủy viên Đoàn Chủ tịch, Ủy ban Hội LHTN Việt Nam tỉnh Hòa Bình, Phó Bí thư Đoàn Khối Dân Chính Đảng tỉnh Hòa Bình.
Tháng 6/1995 - 12/1999: Cán bộ Tỉnh đoàn Lào Cai, giữ các chức vụ: Phó Ban Xây dựng Đoàn, Phó Bí thư Đoàn Khối Các cơ quan tỉnh, Ủy viên Ban Thường vụ Tỉnh đoàn, Trưởng ban Tư tưởng Văn hóa.
Tháng 1/2000 - 12/2003: Phó Trưởng ban chuyên trách Ban Văn hóa - Xã hội, HĐND tỉnh Lào Cai.
Tháng 1/2004 - 11/2010: Bí thư Tỉnh đoàn Lào Cai.
Tháng 12/2010 - 5/2011: Tỉnh ủy viên, Bí thư Tỉnh đoàn Lào Cai.
Tháng 6/2011 - 5/2014: Tỉnh ủy viên, Phó Chủ tịch UBND tỉnh Lào Cai.
Tháng 6/2014 – 9/2014: Tỉnh ủy viên, Bí thư Huyện ủy Mường Khương.
Tháng 10/2014 - tháng 9/2015: Ủy viên Ban Thường vụ Tỉnh ủy, Bí thư Huyện ủy Mường Khương.
Tại Đại hội đại biểu Đảng bộ tỉnh lần thứ XV, nhiệm kỳ 2015 – 2020, đồng chí Hà Thị Nga được bầu vào Ban Chấp hành Đảng bộ tỉnh khóa XV. Hội nghị lần thứ Nhất Ban Chấp hành Đảng bộ tỉnh khóa XV họp vào tối ngày 23/9/2015 đã bầu Hà Thị Nga vào Ban Thường vụ Tỉnh ủy khóa XV và bầu giữ chức vụ Phó Bí thư Tỉnh ủy khóa XV.
Chiều 17/11, tại Trường Chính trị tỉnh, Tỉnh uỷ Lào Cai đã công bố quyết định số 55 của Ban Thường vụ Tỉnh uỷ về việc phân công bà Hà Thị Nga, Phó Bí thư Thường trực Tỉnh ủy kiêm nhiệm chức vụ Hiệu trưởng Trường Chính trị tỉnh kể từ ngày 1/11/2015 thay ông Phạm Văn Liên không đủ tuổi tái cử theo quy định và nghỉ hưu.
Từ ngày 05 tháng 11 năm 2019, bà tham gia Lớp bồi dưỡng kiến thức mới cho cán bộ quy hoạch cấp chiến lược khóa XIII của Đảng tại Học viện Chính trị quốc gia Hồ Chí Minh.

### Hội Liên hiệp Phụ nữ Việt Nam
Ngày 08/05/2020, thực hiện các Quyết định số 1961-QĐNS/TW và Quyết định số 2072/QĐNS/TW của Ban Chấp hành Trung ương Đảng, tại Hội nghị, Ban Chấp hành Trung ương Hội đã bầu bà Hà Thị Nga, Bí thư Đảng đoàn Trung ương Hội Liên hiệp Phụ nữ Việt Nam, nguyên Phó Bí thư Thường trực Tỉnh ủy Lào Cai làm Chủ tịch Hội Liên hiệp Phụ nữ Việt Nam khóa XII, nhiệm kỳ 2017-2022 
Ngày 30 tháng 01 năm 2021, Tại Đại hội đại biểu toàn quốc lần thứ XIII của Đảng, đồng chí được bầu là Ủy viên Ban Chấp hành Trung ương Đảng Cộng sản Việt Nam khoá XIII, nhiệm kỳ 2021-2026.
Ngày 4 tháng 6 năm 2021, Thủ tướng Chính phủ Phạm Minh Chính ký Quyết định số 855/QĐ-TTg, bổ nhiệm bà làm Ủy viên Hội đồng Thi đua - Khen thưởng Trung ương.

### Tỉnh ủy Tuyên Quang
Ngày 29 tháng 10 năm 2024, ông Lê Minh Hưng, Ủy viên Bộ Chính trị, Bí thư Trung ương Đảng, Trưởng Ban Tổ chức Trung ương thay mặt Bộ Chính trị chủ trì Hội nghị công bố và trao quyết định của Bộ Chính trị về việc điều động, chỉ định bà giữ chức vụ Bí thư Tỉnh ủy Tuyên Quang.

### Ủy ban Trung ương Mặt trận Tổ quốc Việt Nam
Ngày 01 tháng 07 năm 2025, Bộ Chính trị ra quyết định: đồng chí Hà Thị Nga, Ủy viên Trung ương Đảng, Bí thư Tỉnh ủy, Trưởng Đoàn đại biểu Quốc hội khóa 15 tỉnh Tuyên Quang thôi tham gia Ban Chấp hành, Ban Thường vụ Tỉnh ủy và thôi giữ chức Bí thư Tỉnh ủy Tuyên Quang nhiệm kỳ 2020-2025; chỉ định tham gia Ban Chấp hành, Ban Thường vụ Đảng ủy Mặt trận Tổ quốc, các đoàn thể Trung ương nhiệm kỳ 2020-2025.